# 大颖早熟禾
大颖早熟禾（学名：Poa macrolepis）为禾本科早熟禾属下的一个种。